# Nāḩiyat Ḩuraytān
Nāḩiyat Ḩuraytān (arabiska: ناحية حريتان) är ett subdistrikt i Syrien.   Det ligger i provinsen Aleppo, i den nordvästra delen av landet, 300 km norr om huvudstaden Damaskus.
Trakten runt Nāḩiyat Ḩuraytān består till största delen av jordbruksmark. Runt Nāḩiyat Ḩuraytān är det ganska tätbefolkat, med 86 invånare per kvadratkilometer.